# Плесковский сельсовет
Плесковский сельсовет — муниципальное образование со статусом сельского поселения в Наровчатском районе Пензенской области Российской Федерации.
Административный центр — село Плесковка.

## История
Статус и границы сельского поселения установлены Законом Пензенской области от 2 ноября 2004 года № 690-ЗПО «О границах муниципальных образований Пензенской области».

## Население
| 2002 | 2010 | 2012 | 2013 | 2014 | 2015 | 2016 |
| ---- | ---- | ---- | ---- | ---- | ---- | ---- |
| 656  | ↘567 | ↘529 | ↘516 | ↘498 | ↘483 | ↘471 |
| 2017 | 2018 | 2021 |      |      |      |      |
| ↘461 | ↘441 | ↘404 |      |      |      |      |

## Состав сельского поселения
| № | Населённый пункт | Тип населённого пункта       | Население |
| - | ---------------- | ---------------------------- | --------- |
| 1 | Плесковка        | село, административный центр | ↘252      |
| 2 | Садовое          | село                         | ↘148      |
| 3 | Студенец         | село                         | ↘167      |